# Суперкубок Туркменістану з футболу 2008
Суперкубок Туркменістану з футболу 2008  — 4-й розіграш турніру. Матч відбувся 5 квітня 2009 року між чемпіоном Туркменістану клубом Ашгабат та володарем кубка Туркменістану клубом Мерв.
| Володар Суперкубка Туркменістану 2008 |
| ------------------------------------- |
|                                       |
| Мерв Перший титул                     |

## Матч

### Деталі
| 5 квітня 2009 |

| Ашгабат                     | 2:3 | Мерв                          |
| --------------------------- | --- | ----------------------------- |
| Аннабердиєв 43' Мірзоєв 71' |     | Алікперов 8', 85' Айрумян 20' |

| Олімпійский стадіон, Ашгабат Глядачів: 30 000 |